# Belmas
Belmas je priimek več oseb:    
- Juliet Caroline Belmas, kanadska ekoteroristka
- Louis de Belmas, francoski rimskokatoliški škof